# Poznański pumpernikel Adama
Poznański pumpernikel Adama – tradycyjny rodzaj pieczywa żytniego typu pumpernikiel, znajdujący się od 2006 na ministerialnej liście produktów tradycyjnych w województwie wielkopolskim.

## Charakterystyka
Pumpernikel Adama wytwarzany jest z mąki żytniej razowej z dodatkiem krojonych oraz płatkowanych ziaren żyta, cukru i syropu ziemniaczanego, zamiennie z ekstraktem słodowym.
Chleb ten występuje w dwóch postaciach bochenków: prostopadłościennych 96x11x8,5 cm o masie między 7,6 a 7,8 kilograma oraz walcowych o długości  32 cm i średnicy 7 cm, ważących około 0,9 kg. 
W obu postaciach skórka jest jednorodna na całej powierzchni bochenka, miękka i nie odstająca od miękiszu, który również jest jednolity na całej masie, zarówno pod względem zwartości, dużej elastyczności, sprężystości, koloru, jak też porowatości i widocznych w nim ziaren. Kolor przekroju jest ciemnobrązowy, a skórka ciemnobrązowa do czekoladowej. Miękisz jest mocno wilgotny na przekroju, a kromki powinny dać się łatwo odkrajać i mieć tendencję do sklejania się ze sobą. 
Pumpernikel Adama ma specyficzny, bardzo aromatyczny zapach.

## Technologia produkcji
Pumpernikel Adama produkuje się wyłącznie z surowców pochodzących z Wielkopolski. Są one mieszane z dodatkiem zaczątku, uzyskiwanego w procesie fermentacji. Kluczowe dla jakości końcowego produktu jest użycie doskonałego zaczątku o specyficznym bukiecie zapachowym, który jest źródłem kultur drożdżowych. 
Mieszaninę poddaje się wielokrotnie zaparzaniu i chłodzeniu, co jest procedurą charakterystyczną dla wyrobu pumpernikla. Chleb wypieka się w zamkniętych formach w stosunkowo niskiej temperaturze ok. 130 °C przez 16–24 godzin. Po wystudzeniu do 25 °C zmierzonych w miękiszu pumpernikel można kroić i konfekcjonować w opakowania handlowe. Po zapakowaniu w folię produkt poddaje się dodatkowo pasteryzacji.

## Historia
Pumpernikel wywodzi się z chleba wypiekanego od przełomu XVI i XVII wieku przez rodziny chłopskie w Westfalii. Założyciel wytwórni, Józef Adam z Rakoniewic uczył się jego wyrobu w westfalskim Soest od 1919 roku. Po powrocie do Polski w latach 1927–28 próbował wypiekać pumpernikel w Bydgoszczy, gdzie z żoną prowadził sklep z pieczywem. Ostatecznie wytwórnię, zwaną „Fabryką Pumperniklu Adama”, otworzył w 1930 roku w Poznaniu przy ul. Poznańskiej 8/10. Od tamtych czasów receptura surowcowa, sposób wytwarzania  zaczątku, kwasu i ciasta są niezmienne. Unowocześniano za to naczynia fermentacyjne, formy piekarskie, piece i opakowania. 
Mimo początkowych trudności ze sprzedażą, w ciągu 1930 roku produkcja wzrosła od pierwotnych 100 kg do 1000 kg tygodniowo pod koniec roku. Z czasem zaczęto go sprzedawać także w Warszawie, Krakowie i Zakopanem; serwowano go na „Batorym”. Od 1936 był eksportowany do Palestyny, Maroka i Szwajcarii w metalowych zalutowanych puszkach.
Produkcja trwała do wybuchu wojny, a potem za zezwoleniem władz niemieckich do 1945 roku. Bardziej szczegółowa praca naukowa podaje, że piekarnia w czasie okupacji prowadzona była przez Józefa Adama i jego bratanka Andreasa Adama. Została skonfiskowana przez władze niemieckie dopiero w 1944 roku z przeznaczeniem dla niemieckiego wojskowego Herberta Olischa, który sprawował jej zarząd komisaryczny. Do transakcji nabycia piekarni jednak nie doszło. Produkcję przywrócono już tydzień po zajęciu Poznania przez wojska radzieckie, które nastąpiło 23 lutego 1945. Mimo trudności po wojnie zakład działał jako firma prywatna, między innymi zdobył na 21. Międzynarodowych Targach Poznańskich złoty medal w pawilonie rzemiosła.
Pod koniec 1990 roku doszło do wznowienia działalności. Po odtworzeniu techniki pieczenia pumpernikel Adama wrócił do sprzedaży w Poznaniu, a z czasem w innych miastach. W 1994 roku w wytwórni pracowało 35 osób. Piekarnię przeniesiono potem najpierw do  Obornik, gdzie zainstalowano piece elektryczne komorowe, a następnie w 1998 roku do Słonaw w powiecie obornickim.
W grudniu 2006 roku pumpernikel Adama został wpisany na listę produktów tradycyjnych w kategorii Wyroby piekarnicze i cukiernicze w województwie wielkopolskim.